# Bizarre foods
Bizarre Foods (Cómidas exóticas en algunos países Hispános) es un documental de Estados Unidos, protagonizado por Andrew Zimmern producido por Travel Channel.
Bizarre Foods se centra en la cocina regional de todo el mundo que suele ser percibida por los estadounidenses como repugnante, exótico o raro. En cada episodio, Zimmern se centra en la cocina de un país o región en particular. Se suele mostrar el restaurante, donde se sirve, y, por lo general sin dudarlo, se lo come.

## Lanzamientos a DVD
Un conjunto de dos discos DVD llamado Bizarre Foods with Andrew Zimmern: Collection 1 fue lanzado el 8 de enero de 2008.
El set incluye los siguientes episodios:
- Marruecos
- España
- Filipinas
- Ecuador
- Nueva York
- Reino Unido
- Costa del Golfo de México
- México

Un segundo conjunto de DVD (igualmente de 2 discos) llamado Bizarre Foods with Andrew Zimmern: Collection 2 fue lanzado el 8 de octubre de 2008.
- Mejores cortos
- Islandia
- S.Petersburgo
- Minnesota
- Cantón, China
- Pekín, China
- Bolivia
- Chile
- Delhi, India

## Otros datos

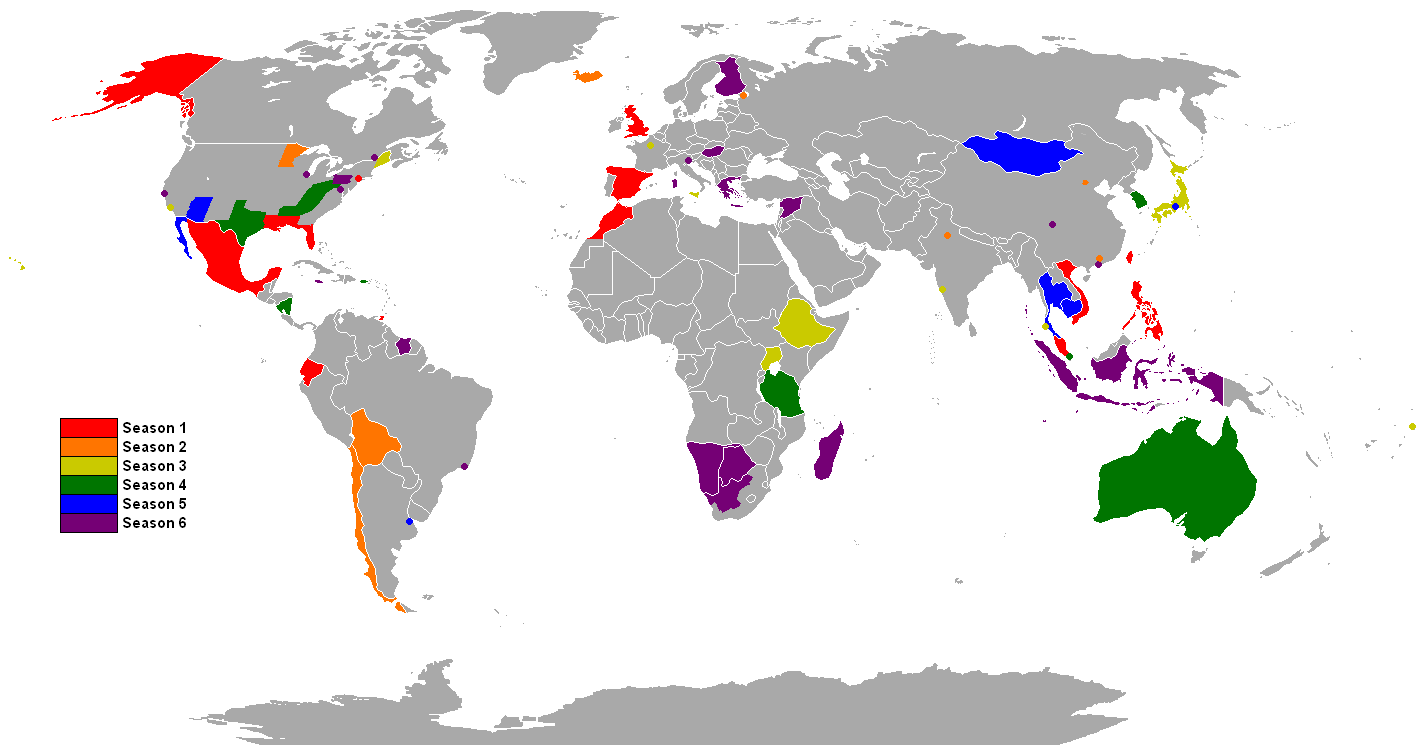
Lugares donde se desarrolla Bizarre foods

Zimmern abre y cierra cada episodio con el lema "Si se ve bien, cománselo", con excepción del episodio filmado en Ecuador, el cual cierra diciendo: "Donde quiera que esté, recuerde que la comida es mejor compartida con los amigos". La primera vez que no pudo comer algo fue en Taiwán ya que fue incapaz de hacerlo. Fue el tofu apestoso de la "Casa de la peste", que terminó escondiendo en una servilleta. La comida que no soportó fue el Durian. Sin embargo, se ha comprometido a probar todo tipo de comida en todas partes del mundo donde él se encuentre.